# Constant de Cahen
En matemàtiques, la constant de Cahen es defineix com una sèrie infinita de fraccions unitàries, amb signes alterns, derivades de la successió de Sylvester:
{\displaystyle C=\sum {\frac {(-1)^{i}}{s_{i}-1}}={\frac {1}{1}}-{\frac {1}{2}}+{\frac {1}{6}}-{\frac {1}{42}}+{\frac {1}{1806}}-\cdots \approx 0.64341054629.}
Si s'agrupen aquestes fraccions en parelles, es pot considerar la constant de Cahen com una sèrie de fraccions unitàries positives formades a partir dels termes en els llocs parells de la successió de Sylvester. Aquesta sèrie és un exemple d'algorisme voraç per a fraccions egípcies:
{\displaystyle C=\sum {\frac {1}{s_{2i}}}={\frac {1}{2}}+{\frac {1}{7}}+{\frac {1}{1807}}+{\frac {1}{10650056950807}}+\cdots }
Aquesta constant rep el seu nom per Eugène Cahen (també conegut per la integral de Cahen-Mellin), que va ser el primer a formular i investigar la sèrie (Cahen 1891).
Se sap que la constant de Cahen és transcendent (Davison and Shallit 1991), i és un dels pocs nombres transcendents construïts de manera natural l'expansió en forma de fracció contínua de la qual es coneix íntegrament: si es forma la successió
1, 1, 2, 3, 14, 129, 25298, 420984147, ...
definida per la recurrència
{\displaystyle q_{n+2}=q_{n}^{2}q_{n+1}+q_{n}}
llavors l'expansió en forma de fracció contínua de la constant de Cahen és
{\displaystyle [0,1,q_{0}^{2},q_{1}^{2},q_{2}^{2},\ldots ]}
(Davison i Shallit 1991).